# Acta Curiae
Acta Curiae (někdy též ordinariátní list apod.) je v římskokatolické církvi úřední věstník diecéze (původně oběžník), určený zejména pro kněze; vychází zpravidla jednou měsíčně. K jejich pravidelnému vydávání bylo v českých zemích přistoupeno ve 30. letech 19. století po vydání guberniálního dekretu č. 2627 z 13. února 1830. Vycházejí v něm například texty pastýřských listů, různé pokyny týkající se liturgie či duchovní hudby, ale také praktické informace ohledně památkové péče, hmotného zabezpečení duchovních a podobně. Acta Curiae slouží také jako promulgační list pro zveřejnění důležitých rozhodnutí a osobních zpráv (svěcení, ustanovení do duchovenského úřadu, výročí narození nebo svěcení, úmrtí apod.).
V České republice vycházejí:
- Acta Curiae Archiepiscopalis Pragensis (do roku 1939 po názvem Ordinariátní list Pražské arcidiecese, v letech 1940–1949 pod názvem Acta Archiepiscopalis Curiae Pragensis, později pod názvem Oběžník apoštolské administratury Pražské arcidiecéze a do roku 1991 pod názvem Oběžník Arcibiskupství pražského) – pro pražskou arcidiecézi
- Acta Curiae Episcopalis Litomericensis (zkratka ACEL) – pro litoměřickou diecézi
- Acta Curiae Reginae Gradecensis – pro královéhradeckou diecézi
- Acta Curiae Episcopalis Bohemobudvicensis – pro českobudějovickou diecézi
- Acta Curiae Episcopalis Pilznensis – pro plzeňskou diecézi
- Acta Curiae Archiepiscopalis Olomucensis – pro olomouckou arcidiecézi
- Acta Curiae Episcopalis Brunensis – pro brněnskou diecézi
- Acta Curiae Episcopalis Ostraviensis-Opaviensis – pro ostravsko-opavskou diecézi